# Dmytro Ostapczuk
Dmytro Ostapczuk (ur. 1844 w Tarasówce - zm. 27 czerwca 1907 tamże) – ukraiński polityk, działacz społeczny, poseł do Sejmu Krajowego Galicji VII i VIII kadencji.
Wybrany z okręgu Zbaraż (nr 38, kuria IV), mandat zdobył w wyborach uzupełniających, gdy rezygnację złożył w marcu 1896 dotychczasowy poseł Tadeusz Fedorowicz, złożył mandat w 1903, został powtórnie wybrany 14 czerwca 1904. Zmarł w trakcie kadencji, na jego miejsce obrano Andrija Szmigelskiego.

## Literatura
- Stanisław Grodziski - "Sejm Krajowy Galicyjski 1861-1914", Wydawnictwo Sejmowe, Warszawa 1993, ISBN 83-7059-052-7